# Natália Kelly
Natália Kelly (født 18. december 1994) er en østrigsk sangerinde. Hun repræsenterede Østrig ved Eurovision Song Contest 2013 .